# 扑克牌

撲克牌

撲克牌（法語：jeu de cartes français，直译：「法國牌」）簡稱撲克，在香港稱為啤牌，或稱為英美牌，是法國、英國、美國、華人國家和世界各地其他無傳統遊戲牌地區最常使用的遊戲牌牌具。

## 歷史
| 德國 | 紅心 | 鈴鐺 | 櫟果 | 綠葉 |
| 法國 | 紅心 | 方块 | 梅花 | 黑桃 |

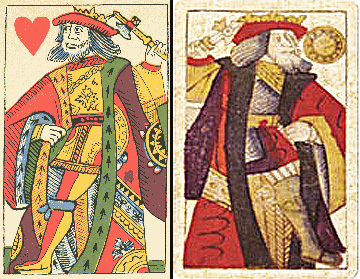
左邊是法國魯昂圖樣，右邊是西班牙托萊多圖樣

撲克牌的前身為簡化成52張卡牌的法國塔羅牌，因此花色、人頭牌也相同，美國商人再加入德國的2張鬼牌Joker（鬼牌有一些玩法要用，但不一定需要），合共54張牌。引進两岸四地時，因為最常來玩撲克，所以稱為撲克牌。
撲克牌花色以法國的版本最為通行。四种花色分别为黑桃♠（又名葵扇）、紅心♥（又名红桃）、梅花♣（又名草花）、方块♦（又名菱形、鑽石、紅磚、磚塊、階磚或方片，中國川渝地区称为“巴片”），黑桃和梅花為黑色，紅心和方块為红色。每種花色各十三張，為數字一到十三，一到十的牌以花色圖案數代表，而十一、十二、十三用人頭牌J（Jack［騎士］）、Q（Queen［皇后］）、K（King［國王］）代表，而一通常被標示為A，可稱呼為1、A或Ace。現代，花色圖案的數值通常會直接標示在左上角，為了方便坐在桌子對面的對手玩家觀看，右下角也會有一個上下倒轉的數字。不過因為這樣所以人頭牌的圖案也跟著變成了上下兩個人頭相對的詭異圖像。
另外，德國撲克的花色則依序是櫟果（Eichel）、綠葉（或）、紅心（或）與鈴鐺（Schellen）。
在18世紀初，英國政府對撲克牌徵收印花稅，並以複雜的設計作為繳稅憑據及防偽措施；從1712年起撲克牌中的一張卡片需要政府手工蓋上印花，通常是作為頭牌的黑桃A；1765年統一由政府印製融入英國皇家徽章的黑桃A，作為繳納2先令6便士（30便士）稅金的證明；1828年政府印製更加精美、俗稱Old Frizzle的黑桃A，並因應情勢減稅至1先令（12便士）；1862年再度減稅至3便士並引入關稅包裝取而代之、以至1960年停止對撲克牌徵收印花稅後，華麗外觀的黑桃A已經逐漸演變成撲克牌的傳統。

## 象徵
扣掉鬼牌，52張象徵全年52個星期。黑桃♠、紅心♥、梅花♣、方塊♦與四季有關。每季13張，代表一季13星期。每種圖案13張之點（1-13）加起來是91點，而每季也是91天。鬼牌則代表多出的日子（以最多日子數的年份計算，即閏年，閏年有366天，即52星期再加上2天，再加上的2天就是代表2張鬼牌）。此外，全牌只有兩種顏色，紅色代表白天，黑色代表夜晚。
其中黑桃代表橄欖葉，象徵和平；梅花為三葉草，意味著幸運；方塊呈鑽石形狀，象徵財富；而紅桃為紅心型，象徵智慧和愛情。
此外也有研究指出，黑桃、紅心、方塊、梅花的圖案與中世紀的階級有關：黑桃♠（spade）是由義大利語的「劍」――Spada而來，即是貴族的象徴；紅心♥則是由「聖杯」變形而來，象徵聖職者；方塊♦由「貨幣」變形而成，象徵商人；最後，梅花♣是由象徵農夫的「棍棒」變形而成，以前的紙牌上會在農夫的棍棒印上梅花，隨著後代傳承省略棍棒而只剩下梅花。

### 巴黎版本
巴黎版本的撲克牌於1780年開始流傳於法國，並成為官方版本。自19世紀至1945年之間，法國國內的撲克牌花色由法國政府統一管理，所有撲克牌必須打上政府的浮水印，以證明印花稅的支付。法國人習慣在撲克牌上使用歷史或傳說人物作為圖樣，此習慣沿用至官方版本。
| 位階/圖樣 | 黑桃   | 紅心   | 方塊     | 梅花     |
| --------- | ------ | ------ | -------- | -------- |
| K         | 大衛   | 查理曼 | 凱撒     | 亞歷山大 |
| Q         | 帕拉斯 | 友弟德 | 拉結     | 阿金尼   |
| J         | 奧吉爾 | 拉海爾 | 赫克托爾 | 蘭斯洛特 |

## 常見的撲克牌遊戲

### 多人

#### 平民階級意識[4]
原先最小的2被規定為最大的牌，有如國家由平民做主，但其實Ace本身就是這個意思。
例如：
- 爭上游
- 7鬼523
- 鬥地主
- 五十K
- 勾击
- 大老二
- 大富豪

#### 點數總和
- 百家樂
- 二十一點
- 十點半
- 撿紅點
- 24點
- 妞妞
- 釣紅點

#### 梭哈
以5張撲克牌型為主要規則。
- 梭哈
- 德州撲克
- 十三張
- 牌九撲克

#### 橋牌
每次出牌要出同樣花色，沒有相同花色才能出其他花色的牌來當「墊牌」。
- 橋牌
- 拱豬
- 紅心大戰

#### 其他
- 升级
- 大怪路子
- 扯旋
- 三公
- 拿破崙
- 釣魚
- 吹牛
- 潛烏龜
- 心臟病
- 大小
- 七級豬
- 九九
- 24点
- 排七
- One Card
- Let it ride（英语：Let It Ride (card game)）
- 賭場戰爭（Casino War）
- 翻牌機
- 拉大车
- Last Card
- Spit
- 射龍門 (撲克遊戲)
- 火拼雙扣
- 凱納斯特紙牌
- 四支刀

### Microsoft Windows遊戲
- 接龍
- 新接龍
- 連環新接龍
- 金字塔Pyramid

## 撲克占卜
源自紙牌占卜，沒有限定牌組，只要齊全即可占卜。早期的撲克牌是一種賭博遊戲，借用來占卜，可依張數和JQK三張牌來進行。從數字1~13，花色都有不同意義。
- 〈少女撲克與占卜〉 周琦 欣大出版社 1983

## 禁止
大部分学校通常都禁止玩扑克牌。主要原因是部分学生使用其来进行赌博等等非法应用。

### 马来西亚
在国中乃至独立中学，持扑克牌进入学校为违规行为。被巡查员或学长发现并且通告训导主任将会被给予大过或直接处罚。学生将会被扣分。

### 中華民國
在中華民國大部分的學校扑克牌也被視为违禁品。被发现并且通告者會被沒收並按校規處分。